# Mauroux (Gers)
Pour les articles homonymes, voir Mauroux.
Mauroux (Maurós en gascon) est une commune française située dans le nord-est du département du Gers en région Occitanie. Sur le plan historique et culturel, la commune est dans la Lomagne, une ancienne circonscription de la province de Gascogne ayant titre de vicomté, surnommée « Toscane française ».
Exposée à un climat océanique altéré, elle est drainée par la Lavassère, le Campunau et par divers autres petits cours d'eau. La commune possède un patrimoine naturel remarquable composé d'une zone naturelle d'intérêt écologique, faunistique et floristique.
Mauroux est une commune rurale qui compte 141 habitants en 2022, après avoir connu un pic de population de 714 habitants en 1841.  Ses habitants sont appelés les Maurouxois ou  Maurouxoises.

## Géographie

### Localisation
La commune de Mauroux se situe dans le canton de Saint-Clar et dans l'arrondissement de Condom dans le nord-est du département du Gers. Elle est limitrophe avec le département de Tarn-et-Garonne.

### Communes limitrophes
Les communes limitrophes sont  Avezan, Castéron, Gaudonville, Marsac, Saint-Clar et Saint-Créac.
|             | Marsac (Tarn-et-Garonne) |             |
| Saint-Créac | Mauroux                  | Castéron    |
| Saint-Clar  | Avezan                   | Gaudonville |

### Géologie et relief
Mauroux se situe en zone de sismicité 1 (sismicité très faible).

### Hydrographie

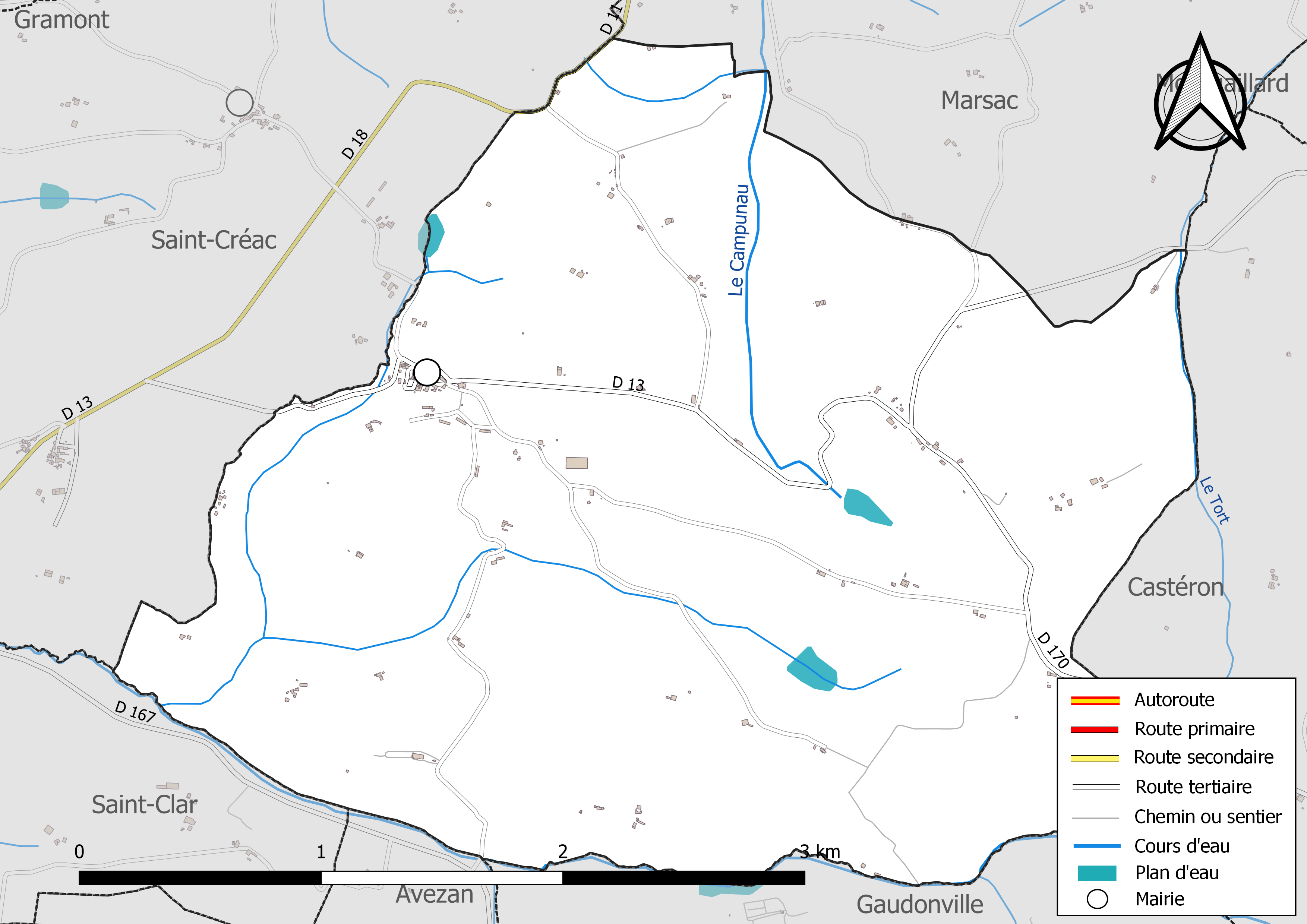
Réseaux hydrographique et routier de Mauroux.

La commune est dans le bassin de la Garonne, au sein du bassin hydrographique Adour-Garonne. Elle est drainée par la Lavassère, le Campunau, le Tort et par divers petits cours d'eau, qui constituent un réseau hydrographique de 10 km de longueur totale,.

### Climat
Pour des articles plus généraux, voir Climat de l'Occitanie et Climat du Gers.
En 2010, le climat de la commune est de type climat du Bassin du Sud-Ouest, selon une étude s'appuyant sur une série de données couvrant la période 1971-2000. En 2020, Météo-France publie une typologie des climats de la France métropolitaine dans laquelle la commune est exposée à un climat océanique altéré et est dans la région climatique Aquitaine, Gascogne, caractérisée par une pluviométrie abondante au printemps, modérée en automne, un faible ensoleillement au printemps, un été chaud (19,5 °C), des vents faibles, des brouillards fréquents en automne et en hiver et des orages fréquents en été (15 à 20 jours).
Pour la période 1971-2000, la température annuelle moyenne est de 13,2 °C, avec une amplitude thermique annuelle de 15,9 °C. Le cumul annuel moyen de précipitations est de 750 mm, avec 10,5 jours de précipitations en janvier et 6 jours en juillet. Pour la période 1991-2020, la température moyenne annuelle observée sur la station météorologique installée sur la commune est de 14,0 °C et le cumul annuel moyen de précipitations est de 677,6 mm,. Pour l'avenir, les paramètres climatiques de la commune estimés pour 2050 selon différents scénarios d'émission de gaz à effet de serre sont consultables sur un site dédié publié par Météo-France en novembre 2022.
| Mois                                  | jan.            | fév.          | mars          | avril           | mai          | juin           | jui.           | août           | sep.          | oct.          | nov.            | déc.            | année     |
| ------------------------------------- | --------------- | ------------- | ------------- | --------------- | ------------ | -------------- | -------------- | -------------- | ------------- | ------------- | --------------- | --------------- | --------- |
| Température minimale moyenne (°C)     | 3,3             | 3,5           | 5,7           | 7,8             | 11,1         | 14,4           | 16,1           | 16,4           | 13,7          | 11,1          | 6,6             | 4,1             | 9,5       |
| Température moyenne (°C)              | 6,3             | 7,3           | 10,3          | 12,7            | 16,2         | 19,9           | 21,9           | 22,2           | 19,1          | 15,2          | 9,9             | 7               | 14        |
| Température maximale moyenne (°C)     | 9,3             | 11,1          | 14,9          | 17,5            | 21,3         | 25,4           | 27,6           | 28,1           | 24,5          | 19,4          | 13,1            | 10              | 18,5      |
| Record de froid (°C) date du record   | −9,9 27.01.07   | −12 08.02.12  | −8,3 01.03.05 | −1,7 21.04.1991 | 1,5 05.05.19 | 6,2 12.06.1994 | 8,6 04.07.1990 | 8,7 29.08.1995 | 5,5 27.09.10  | −2,1 25.10.03 | −6,1 22.11.1998 | −9,2 17.12.01   | −12 2012  |
| Record de chaleur (°C) date du record | 18,9 03.01.1998 | 24,7 27.02.19 | 27,1 29.03.23 | 30,1 30.04.05   | 33 30.05.01  | 39,1 29.06.19  | 39,4 18.07.22  | 42,3 24.08.23  | 35,1 03.09.05 | 33,1 01.10.23 | 24,5 01.11.20   | 19,5 15.12.1989 | 42,3 2023 |
| Précipitations (mm)                   | 58,9            | 44,7          | 44,9          | 64,5            | 67,9         | 63             | 51,2           | 50,8           | 56,2          | 53,5          | 63,4            | 58,6            | 677,6     |

### Milieux naturels et biodiversité

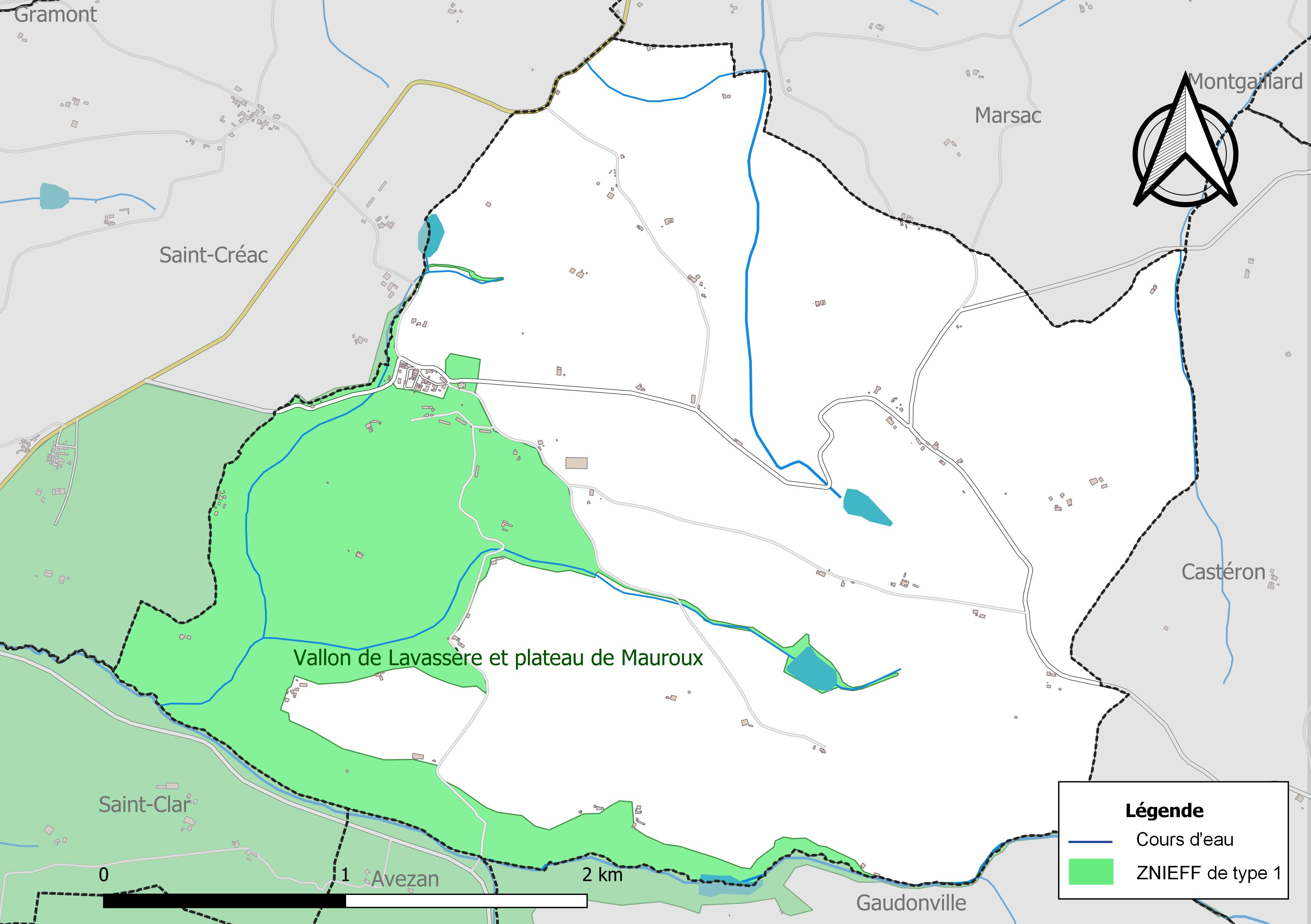
Carte de la ZNIEFF de type 1 localisée sur la commune.

L’inventaire des zones naturelles d'intérêt écologique, faunistique et floristique (ZNIEFF) a pour objectif de réaliser une couverture des zones les plus intéressantes sur le plan écologique, essentiellement dans la perspective d’améliorer la connaissance du patrimoine naturel national et de fournir aux différents décideurs un outil d’aide à la prise en compte de l’environnement dans l’aménagement du territoire.
Une ZNIEFF de type 1 est recensée sur la commune :
le « vallon de Lavassère et plateau de Mauroux » (639 ha), couvrant 7 communes du département.

## Urbanisme

### Typologie
Au 1er janvier 2024, Mauroux est catégorisée commune rurale à habitat très dispersé, selon la nouvelle grille communale de densité à sept niveaux définie par l'Insee en 2022.
Elle est située hors unité urbaine et hors attraction des villes,.

### Occupation des sols
L'occupation des sols de la commune, telle qu'elle ressort de la base de données européenne d’occupation biophysique des sols Corine Land Cover (CLC), est marquée par l'importance des territoires agricoles (99,3 % en 2018), une proportion identique à celle de 1990 (99,3 %). La répartition détaillée en 2018 est la suivante : 
terres arables (81,8 %), zones agricoles hétérogènes (17,6 %), forêts (0,7 %). L'évolution de l’occupation des sols de la commune et de ses infrastructures peut être observée sur les différentes représentations cartographiques du territoire : la carte de Cassini (XVIIIe siècle), la carte d'état-major (1820-1866) et les cartes ou photos aériennes de l'IGN pour la période actuelle (1950 à aujourd'hui).

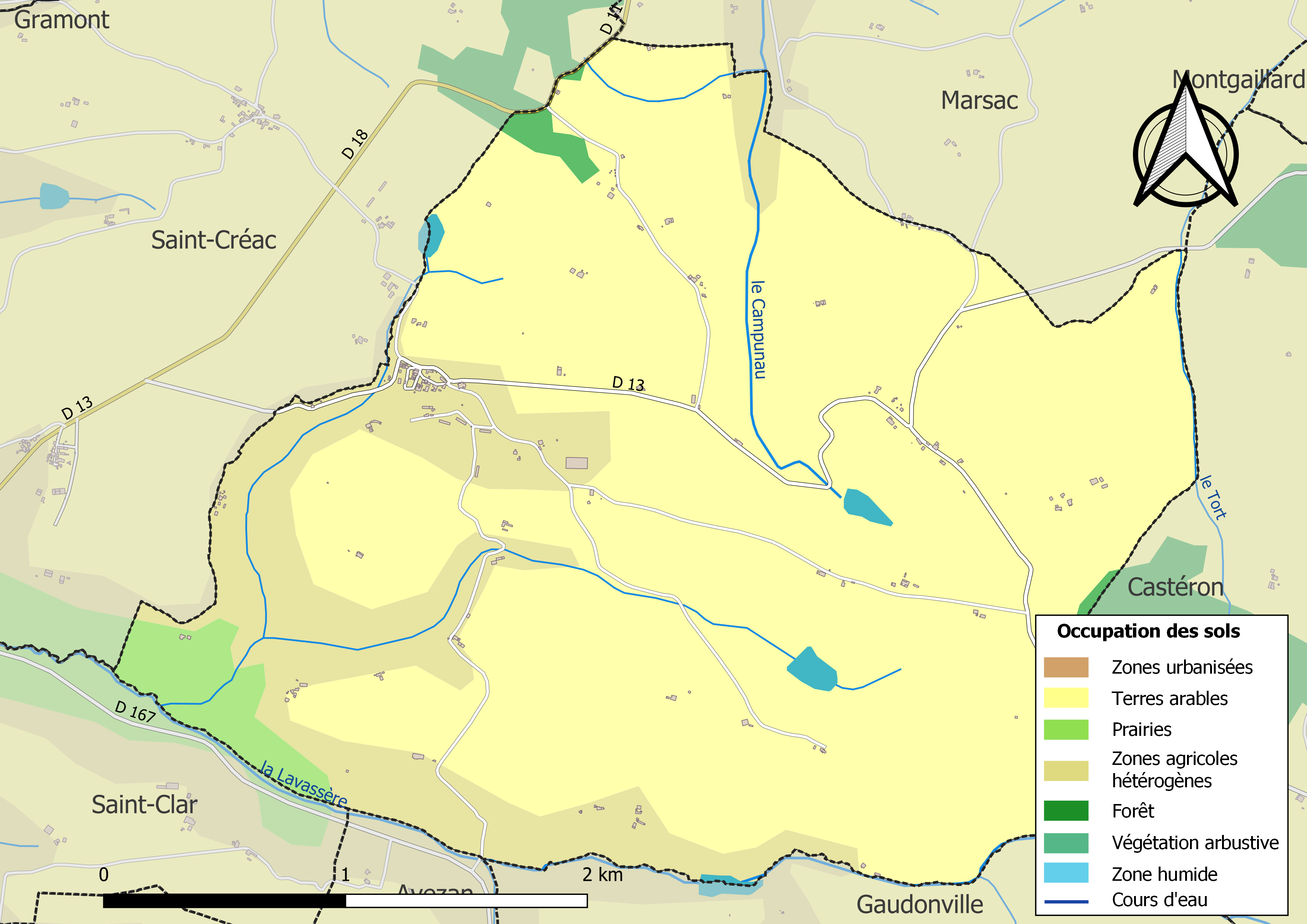
Carte des infrastructures et de l'occupation des sols de la commune en 2018 (CLC).

### Risques majeurs
Le territoire de la commune de Mauroux est vulnérable à différents aléas naturels : météorologiques (tempête, orage, neige, grand froid, canicule ou sécheresse) et séisme (sismicité très faible). Un site publié par le BRGM permet d'évaluer simplement et rapidement les risques d'un bien localisé soit par son adresse soit par le numéro de sa parcelle.

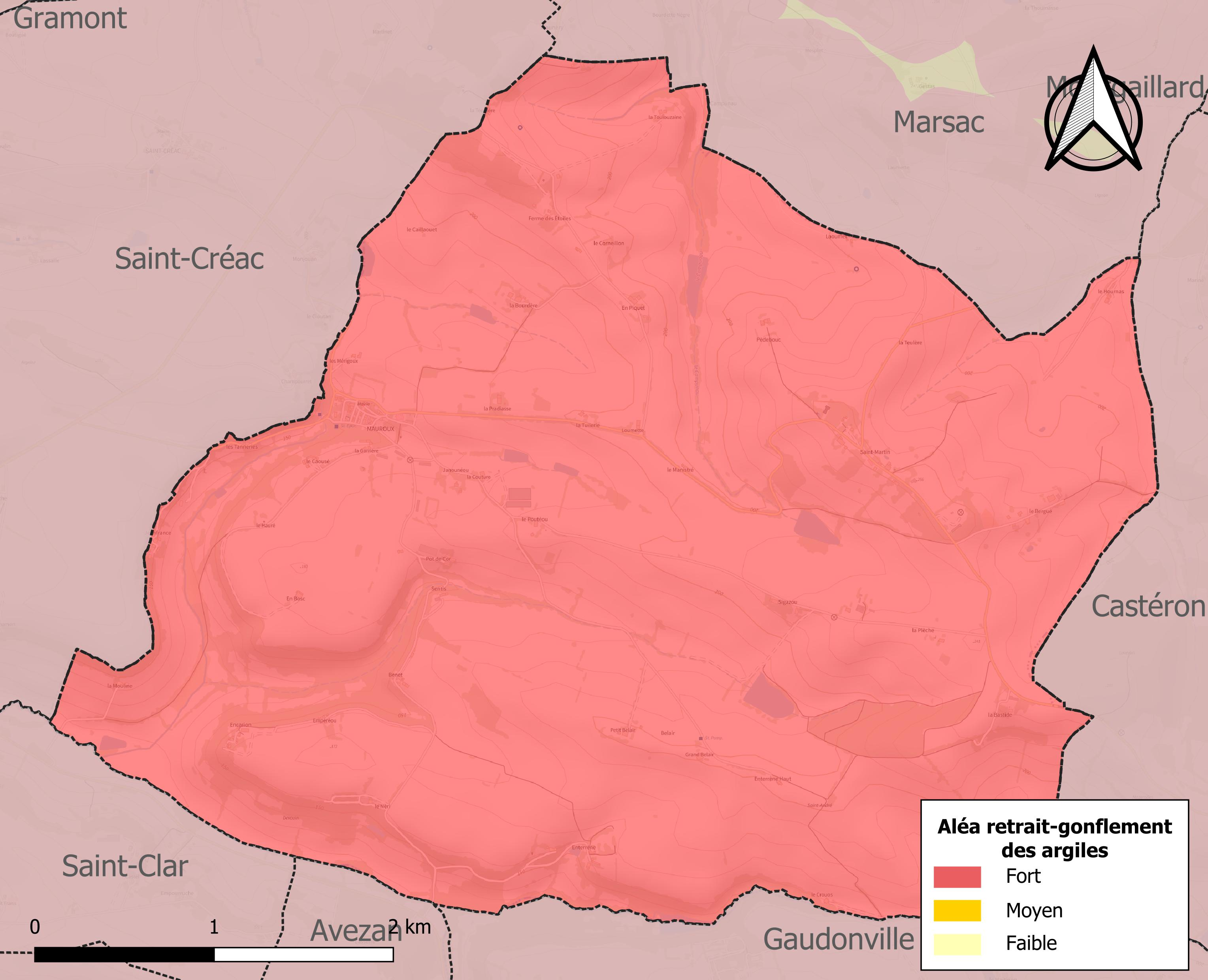
Carte des zones d'aléa retrait-gonflement des sols argileux de Mauroux.

Le retrait-gonflement des sols argileux est susceptible d'engendrer des dommages importants aux bâtiments en cas d’alternance de périodes de sécheresse et de pluie. La totalité de la commune est en aléa moyen ou fort (94,5 % au niveau départemental et 48,5 % au niveau national). Sur les 102 bâtiments dénombrés sur la commune en 2019, 102 sont en aléa moyen ou fort, soit 100 %, à comparer aux 93 % au niveau départemental et 54 % au niveau national. Une cartographie de l'exposition du territoire national au retrait gonflement des sols argileux est disponible sur le site du BRGM,.
Par ailleurs, afin de mieux appréhender le risque d’affaissement de terrain, l'inventaire national des cavités souterraines permet de localiser celles situées sur la commune.
La commune a été reconnue en état de catastrophe naturelle au titre des dommages causés par les inondations et coulées de boue survenues en 1999, 2009, 2015 et 2018. Concernant les mouvements de terrains, la commune a été reconnue en état de catastrophe naturelle au titre des dommages causés par la sécheresse en 1989, 1998, 1999, 2002, 2003, 2012 et 2015 et par des mouvements de terrain en 1999.

## Politique et administration

### Liste des maires
| Période                                  | Période  | Identité          | Étiquette | Qualité |
| ---------------------------------------- | -------- | ----------------- | --------- | ------- |
| mars 2001                                | 2014     | Paul Dubarry      | PR        |         |
| mars 2014                                | En cours | Christian Cardona | DVD       | ?       |
| Les données manquantes sont à compléter. |          |                   |           |         |

DUbarry Paul maire de 1971 a 2014

## Population et société

### Démographie
| 1793 | 1800 | 1806 | 1821 | 1831 | 1841 | 1846 | 1851 | 1856 |
| ---- | ---- | ---- | ---- | ---- | ---- | ---- | ---- | ---- |
| 611  | 539  | 598  | 594  | 614  | 714  | 703  | 683  | 647  |

| 1861 | 1866 | 1872 | 1876 | 1881 | 1886 | 1891 | 1896 | 1901 |
| ---- | ---- | ---- | ---- | ---- | ---- | ---- | ---- | ---- |
| 600  | 582  | 551  | 554  | 520  | 481  | 405  | 422  | 351  |

| 1906 | 1911 | 1921 | 1926 | 1931 | 1936 | 1946 | 1954 | 1962 |
| ---- | ---- | ---- | ---- | ---- | ---- | ---- | ---- | ---- |
| 314  | 290  | 258  | 247  | 231  | 232  | 210  | 197  | 157  |

| 1968 | 1975 | 1982 | 1990 | 1999 | 2004 | 2006 | 2009 | 2014 |
| ---- | ---- | ---- | ---- | ---- | ---- | ---- | ---- | ---- |
| 151  | 133  | 103  | 104  | 113  | 135  | 142  | 140  | 133  |

| 2019 | 2022 | - | - | - | - | - | - | - |
| ---- | ---- | - | - | - | - | - | - | - |
| 144  | 141  | - | - | - | - | - | - | - |

### Sports
- Site d'escalade.

## Économie

### Emploi
|                | 2008  | 2013  | 2018  |
| -------------- | ----- | ----- | ----- |
| Commune        | 5,1 % | 9,6 % | 7,4 % |
| Département    | 6,1 % | 7,5 % | 8,2 % |
| France entière | 8,3 % | 10 %  | 10 %  |

En 2018, la population âgée de 15 à 64 ans s'élève à 91 personnes, parmi lesquelles on compte 72,3 % d'actifs (64,9 % ayant un emploi et 7,4 % de chômeurs) et 27,7 % d'inactifs,. Depuis 2008, le taux de chômage communal (au sens du recensement) des 15-64 ans est inférieur à celui de la France et du département.
La commune est hors attraction des villes,. Elle compte 33 emplois en 2018, contre 21 en 2013 et 20 en 2008. Le nombre d'actifs ayant un emploi résidant dans la commune est de 63, soit un indicateur de concentration d'emploi de 52,6 % et un taux d'activité parmi les 15 ans ou plus de 61 %.
Sur ces 63 actifs de 15 ans ou plus ayant un emploi, 21 travaillent dans la commune, soit 34 % des habitants. Pour se rendre au travail, 69,2 % des habitants utilisent un véhicule personnel ou de fonction à quatre roues, 1,5 % les transports en commun, 6,2 % s'y rendent en deux-roues, à vélo ou à pied et 23,1 % n'ont pas besoin de transport (travail au domicile).

### Activités hors agriculture
10 établissements sont implantés  à Mauroux au 31 décembre 2019.
Le secteur du commerce de gros et de détail, des transports, de l'hébergement et de la restauration est prépondérant sur la commune puisqu'il représente 30 % du nombre total d'établissements de la commune (3 sur les 10 entreprises implantées  à Mauroux), contre 27,7 % au niveau départemental.

### Agriculture
La commune est dans la Lomagne, une petite région agricole occupant le nord-est du département du Gers. En 2020, l'orientation technico-économique de l'agriculture  sur la commune est la culture de céréales et/ou d'oléoprotéagineuses.
|               | 1988 | 2000 | 2010 | 2020 |
| ------------- | ---- | ---- | ---- | ---- |
| Exploitations | 19   | 17   | 11   | 11   |
| SAU (ha)      | 601  | 451  | 611  | 689  |

Le nombre d'exploitations agricoles en activité et ayant leur siège dans la commune est passé de 19 lors du recensement agricole de 1988  à 17 en 2000 puis à 11 en 2010 et enfin à 11 en 2020, soit une baisse de 42 % en 32 ans. Le même mouvement est observé à l'échelle du département qui a perdu pendant cette période 51 % de ses exploitations,. La surface agricole utilisée sur la commune a quant à elle augmenté, passant de 601 ha en 1988 à 689 ha en 2020. Parallèlement la surface agricole utilisée moyenne par exploitation a augmenté, passant de 32 à 63 ha.

## Culture locale et patrimoine

### Lieux et monuments
- Église Saint-Pierre et Saint-Paul. L'édifice est répertorié à l'Inventaire général Région Midi-Pyrénées[26].
- Chapelle de Saint-Martin las Oumettes.

### Personnalités liées à la commune
- Le poète Pierre Frayssinet y a habité.

### Héraldique
| Blason de Mauroux | Blason  | Tiercé en pairle: au 1er d'or à la tête de Maure de sable liée d'argent, au 2e d'azur au lion d'or, au 3e de gueules au faucon essorant au vol adossé d'argent. |
| Blason de Mauroux | Détails | Le statut officiel du blason reste à déterminer. |